# Expedition 71

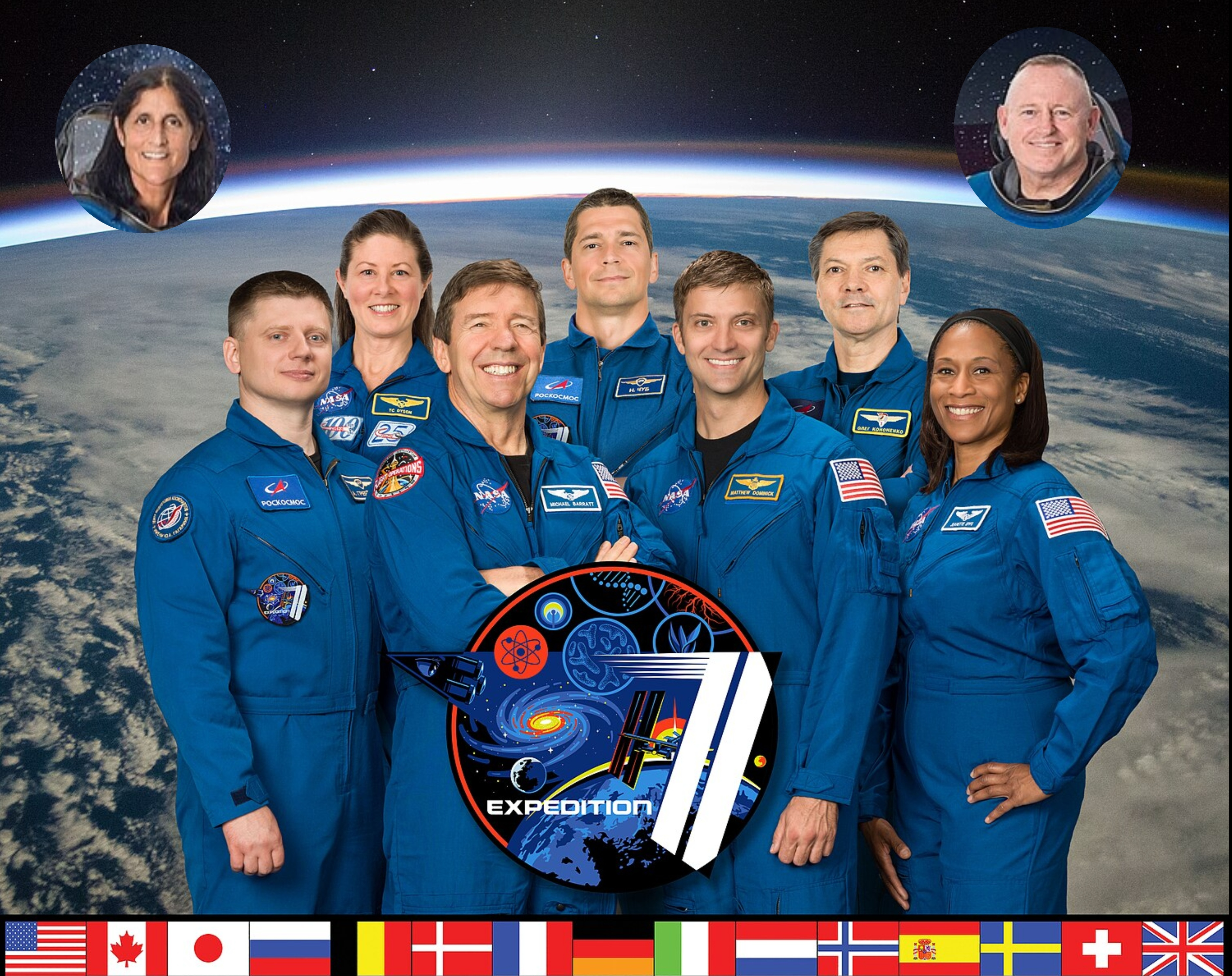
Delar av Expedition 71 besättning.

Expedition 71 var den 71:e expeditionen till Internationella rymdstationen (ISS). Expeditionen började den 6 april 2024 då delar av Expedition 70s besättning återvände till jorden med Sojuz MS-24.
Barry E. Wilmore och Sunita Williams anlände till rymdstationen den 6 juni 2024, för några veckors vistelse ombord på rymdstationen. På grund av problem med deras CST-100 Starliner kommer dem bli kvar på rymdstationen till början av 2025.
Aleksej Ovtjinin, Ivan Vagner och Donald R. Pettit anslöt till expeditionen den 11 september 2024
Expeditionen avslutades den 23 september 2024 då Sojuz MS-25 lämnade rymdstationen.

## Besättning
| Position     | Första delen (6 april - 6 juni)                | Andra delen (6 juni - 11 september)            | Tredje delen (11 - 25 september 2024)          |
| ------------ | ---------------------------------------------- | ---------------------------------------------- | ---------------------------------------------- |
| Befälhavare  | Oleg Kononenko, RSA Hans femte rymdfärd        | Oleg Kononenko, RSA Hans femte rymdfärd        | Oleg Kononenko, RSA Hans femte rymdfärd        |
| Flygingenjör | Nikolai Chub, RSA Hans första rymdfärd         | Nikolai Chub, RSA Hans första rymdfärd         | Nikolai Chub, RSA Hans första rymdfärd         |
| Flygingenjör | Tracy E. Caldwell, NASA Hennes tredje rymdfärd | Tracy E. Caldwell, NASA Hennes tredje rymdfärd | Tracy E. Caldwell, NASA Hennes tredje rymdfärd |
| Flygingenjör | Matthew Dominick, NASA Hans första rymdfärd    | Matthew Dominick, NASA Hans första rymdfärd    | Matthew Dominick, NASA Hans första rymdfärd    |
| Flygingenjör | Michael R. Barratt, NASA Hans tredje rymdfärd  | Michael R. Barratt, NASA Hans tredje rymdfärd  | Michael R. Barratt, NASA Hans tredje rymdfärd  |
| Flygingenjör | Jeanette J. Epps, NASA Hennes första rymdfärd  | Jeanette J. Epps, NASA Hennes första rymdfärd  | Jeanette J. Epps, NASA Hennes första rymdfärd  |
| Flygingenjör | Alexander Grebenkin, RSA Hans första rymdfärd  | Alexander Grebenkin, RSA Hans första rymdfärd  | Alexander Grebenkin, RSA Hans första rymdfärd  |
| Flygingenjör |                                                | Barry E. Wilmore, NASA Hans tredje rymdfärd    | Barry E. Wilmore, NASA Hans tredje rymdfärd    |
| Flygingenjör |                                                | Sunita Williams, NASA Hennes tredje rymdfärd   | Sunita Williams, NASA Hennes tredje rymdfärd   |
| Flygingenjör |                                                |                                                | Aleksej Ovtjinin, RSA Hans tredje rymdfärd     |
| Flygingenjör |                                                |                                                | Ivan Vagner, RSA Hans andra rymdfärd           |
| Flygingenjör |                                                |                                                | Donald R. Pettit, NASA Hans fjärde rymdfärd    |